# هنري وارتون
هنري وارتون (بالإنجليزية: Henry Wharton)‏ (23 نوفمبر 1967 بليدز في المملكة المتحدة - ) هو ملاكم بريطاني، صنّف ضمن فئة وزن الكروزر (ملاكمة) والوزن المتوسط والوزن الثقيل الخفيف ‏ والوزن المتوسط السوبر ‏.

## إحصائيات
خاض خلال مسيرته 31 نزالا، تعادل في 1 .

## روابط خارجية
- هنري وارتون على موقع بوكس ريك (الإنجليزية) (registration required)